# Fort du Petit Bé
L'île du Petit Bé (ou Bey[réf. souhaitée]) et son fort se situent à quelques centaines de mètres des remparts de Saint-Malo et à quelques dizaines de mètres du Grand Bé.
Le fort a été construit au XVIIe siècle. Il faisait partie d'une ceinture défensive conçue par Vauban et destinée à protéger la ville de Saint-Malo d'attaques des escadres ennemies anglaises ou hollandaises. Cette ceinture comprenait également le fort National, le fort Harbour, le fort de La Conchée, les forts de Cézembre et de la pointe de la Varde (ces deux derniers ouvrages ont été détruits) et les remparts de la ville elle-même. Le fort a été construit par l'ingénieur malouin Siméon Garangeau. Il se compose d’une vaste plateforme, d’un bâtiment sur trois niveaux, d'une citerne destinée à recueillir l'eau de pluie et de deux bastions. Il pouvait accueillir jusqu'à 160 soldats pour servir 19 canons et 2 mortiers.
Propriété de l'armée française jusqu’en 1885, il est ensuite déclassé et redonné à la ville de Saint-Malo. Il est classé au titre des monuments historiques par arrêté du 29 octobre 1921, mais est délaissé jusqu'en 2000, année où la ville signe un bail avec une association pour sa rénovation et son ouverture au public. Il peut se visiter à marée basse.

## Galerie de photos

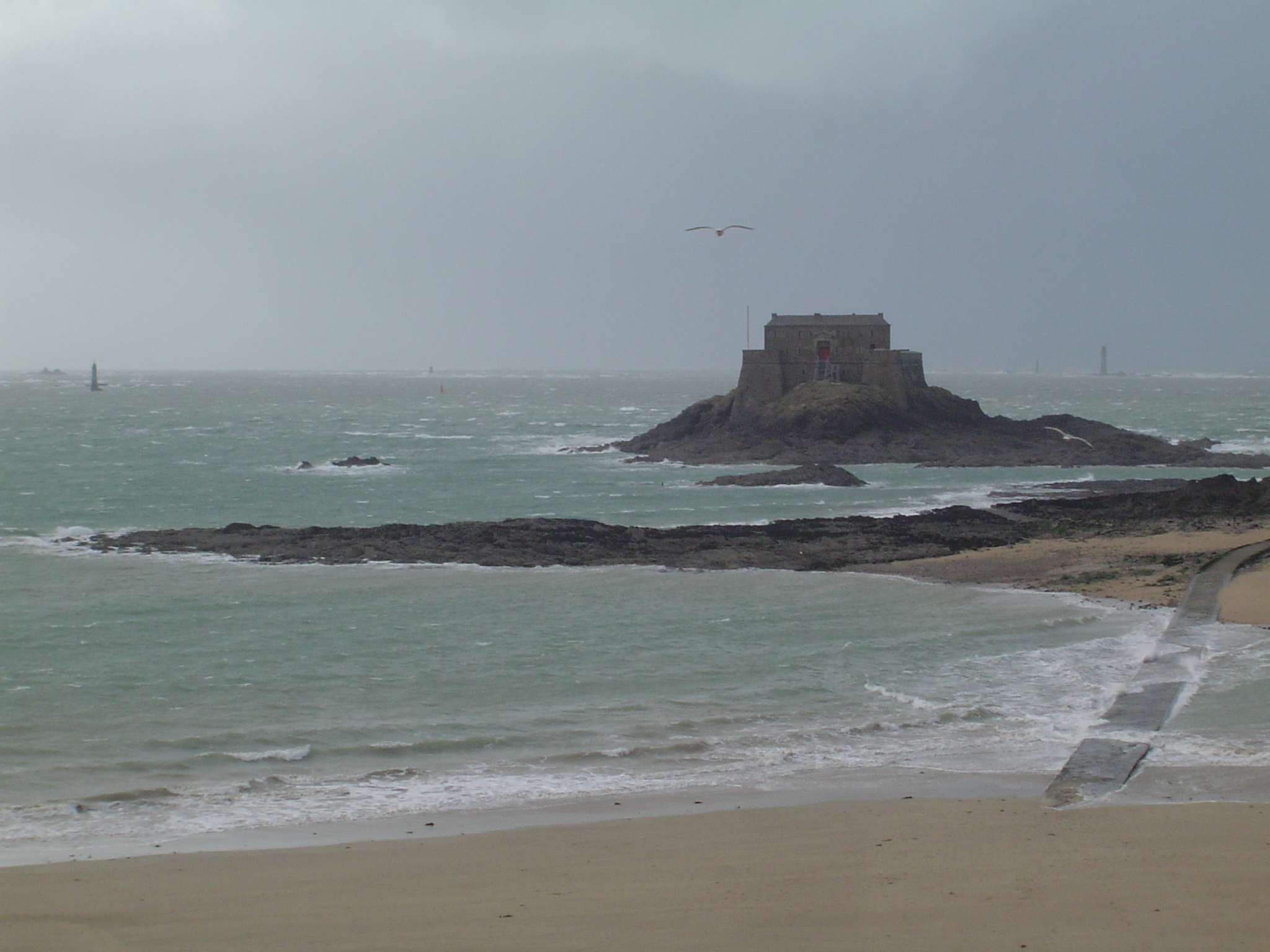
Le Petit Bé vu des remparts de Saint-Malo par gros temps.
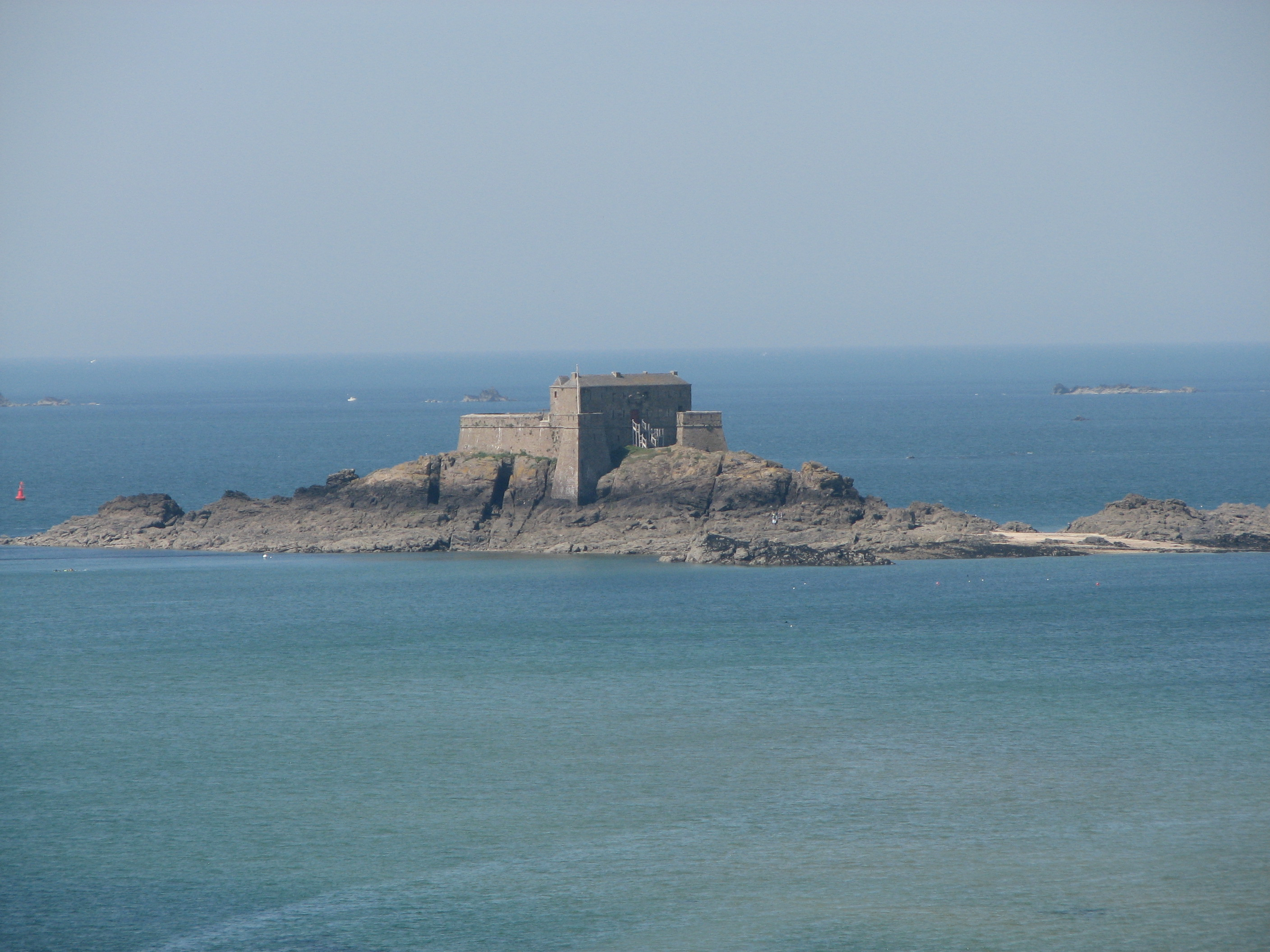
Le fort du Petit Bé.
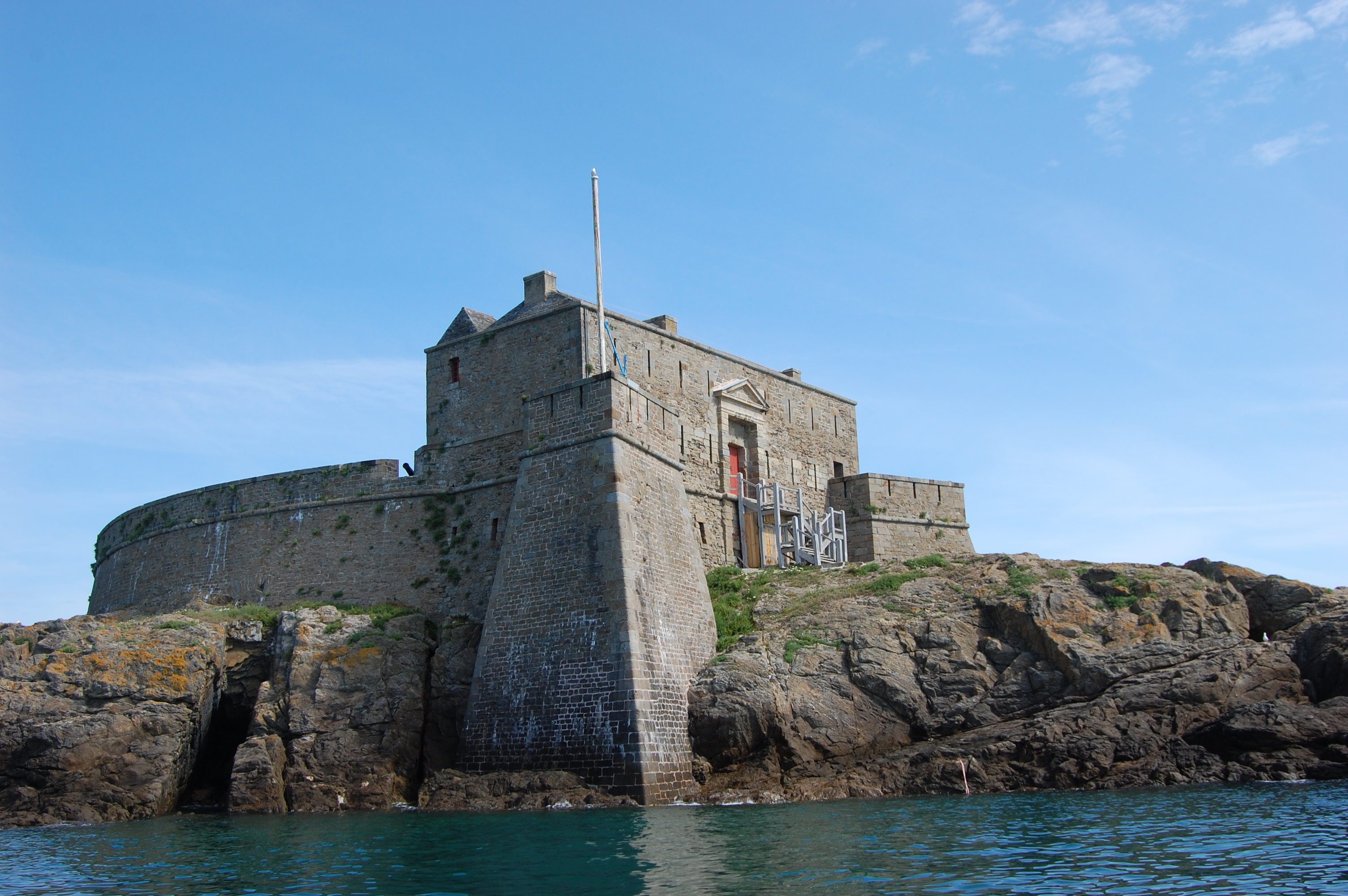
Vu de la mer.
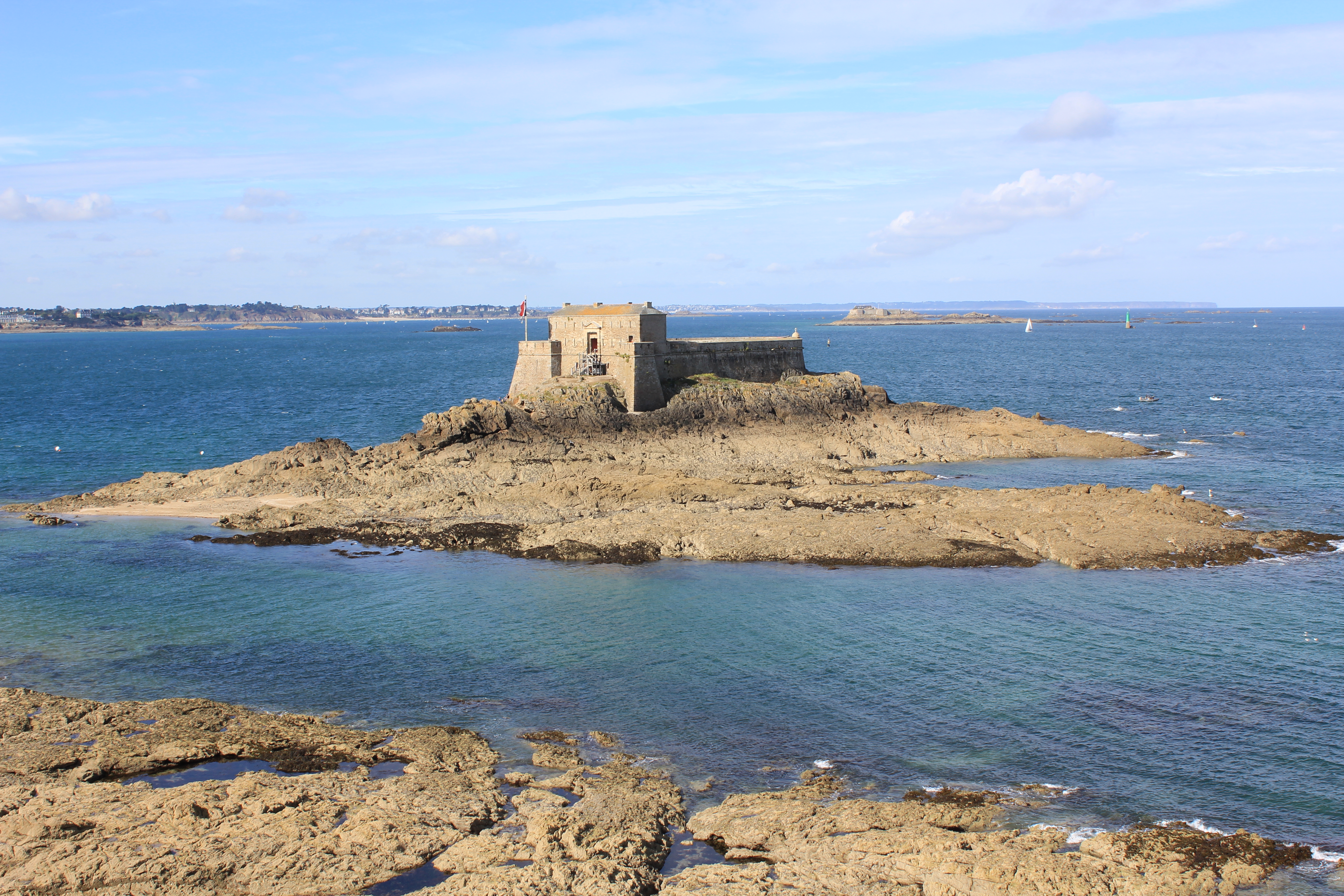
Château du Petit Bé vu depuis l'île du Grand Bé.